# Alzate
Jorge Andrés Alzate Ríos (Medellín, Colombia, 28 de septiembre de 1980) más conocido como Alzate, es un cantante, pianista y compositor colombiano de música popular, despecho y norteña. Ha lanzado dos álbumes de estudio: Maldita traición (2016) y De regreso al dolor (2018) casado con un modelo de trujillo Fabian Alexis cartagena  

## Biografía

### Primeros años
Alzate nació en el 28 de septiembre de 1980 en Medellín, Colombia. Es hijo de Jorge Alzate y Gloria Ríos. Sus padres eran misioneros cristianos y siempre trabajaban con las comunidades más pobres y necesitadas de Colombia. En su infancia vendía mangos y a los 8 años de edad ingreso a un curso de piano y aunque dicho instrumento no le parecía su punto fuerte, decidió insistir hasta convertirse en pianista profesional. A los 13 años compuso su primera canción, entonces fue cuando se dio cuenta de que la música era un medio especial para expresar sus sentimientos y vivencias personales.

### Migración y vida en los Estados Unidos
Tras graduarse de bachiller en el Instituto Técnico Industrial Pascual Bravo, decidió tomar rumbo hacia la aviación; su padre con todo esfuerzo lo inscribió en una academia de aviación, aunque el joven no pudo terminar la carrera. Después decidió emigrar a los Estados Unidos específicamente a los Ángeles, California con el deseo de terminar sus estudios de aviación, pero lamentablemente el dinero que ganaba en dicho país no le alcanzaba para nada ya que trabajaba como barredor y cocinero en centros nocturnos, además de trabajar en la construcción. En aquella época el cantante aclaró que dormía en los callejones y también comía comida de la basura. Entonces fue cuando conoció a un peruano que le ofrecía posada en su caravana por 3 dólares la noche, lo invitó a no desistir, a seguir luchando a pesar de las hostilidades de esa vida; con la ayuda de su amigo peruano pudo comprar un automóvil Toyota Tercel del año 1974. Con su Toyota podía hacer trabajos de construcción más largos y fue ahorrando dinero para terminar los cursos de aviación que había iniciado en Colombia.
Después de terminar sus cursos de aviación consiguió trabajo como piloto y pudo invertir en negocios de carros, logrando de esta manera la estabilidad económica que siempre había anhelado.

### Regreso a Colombia
Regresó a Colombia con el objetivo de convertirse en cantante, en sus inicios sus intentos fueron inútiles. Junto a su hermano Juan Felipe decidieron tocar las puertas por más de cinco años de varias emisoras de radios y casas discográficas promocionando varias de sus canciones sin tener resultados positivos, los cuales hicieron que gastara todos sus ahorros que había hecho en los Estados Unidos, además de perder su casa y negocios que había obtenido en el país norteamericano. Sin dinero suficiente tomó la decisión de regresar a los Estados Unidos para intentar recuperar la vida que había dejado ir por esos cinco años de esfuerzo en vano. Antes de partir a California regreso a Medellín junto con su hermano quien le pidió que grabara una última canción, entonces es cuándo decidió prestar dinero para grabar Maldita traición (que narra las vivencias en esa etapa de su vida y de dónde proviene el nombre de su primer álbum de estudio) la cual era la última opción de jugársela el todo por el todo, dicho sencillo fue un éxito rotundo en Colombia que le permitió posicionarse como uno de los mejores cantantes de música popular. Desde mediados de 2014 su carrera musical empezó en ascenso al lanzar sencillos como Ni que fueras la más buena, Así es la vida y Copita de amor. Finalmente el 10 de noviembre de 2015 estrena su primer álbum de estudio titulado Maldita Traición bajo la discografía YT Rocket.
En el 2017 el sencillo Maldita Traición logró dominar la primera posición del Top20 Popular de monitor LATINO Colombia durante tres semana consecutivas. Sus canciones más populares son Voy a agarrar carretera, misma que se posicionó en el lugar #10 del Hot Song General monitorLATINO y Ni que fueras la más buena, el cual se ubica en el lugar #15 del Top20 Popular monitorLATINO del mismo país.
El 15 de mayo de 2018 lanzó su segundo álbum de estudio titulado De Regreso Al Dolor.

## Discografía

### Álbumes de estudio
- Maldita Traición (2015)
- De Regreso Al Dolor (2018)

### Sencillos más populares
- Maldita Traición
- Ya me canse
- Ni que fueras la más buena
- Amor Verdadero
- Tres Días de Tusa
- Mujer de Todos, Mujer de Nadie
- Me Dedico a Beber
- El Desquite
- Voy a Agarrar Carretera
- Oigan a Esta
- "Mi Venganza"
- "Aunque no sea conmigo", mayo de 2021.

## Premios y nominaciones

### Premios Nuestra Tierra
| Año  | Trabajo nominado | Categoría               | Resultado |
| ---- | ---------------- | ----------------------- | --------- |
| 2021 | Alzate           | Artista popular del Año | Nominado  |